# P. F. 스트로슨
피터 프레더릭 스트로슨 경(Sir Peter Frederick Strawson, 1919년 11월 23일 ~ 2006년 2월 13일)은 잉글랜드인 철학자이다.
Individuals(개체들)이라는 책에서 "사후적으로" 고유명사를 보는 입장을 거부한 사람이다. 그는 소크라테스와 같은 고유명사들의 핵심적 기능은 여전히 한 영역의 모든 대상들 속에서 단독적인 어떤대상을 구별해 내는 데 있다고 보았기 때문이다. 스트로슨은 고유명사는 외연만 갖는다는 밀의 입장을 다시 복원시킨 셈이다.